# Siedem Kościołów Azji

Mapa zachodniej Anatolii pokazująca wyspę Patmos i rozmieszczenie miast mieszczących siedem Kościołów.

Siedem Kościołów Azji, znane również jako Siedem Kościołów Apokalipsy – siedem głównych kościołów wczesnego chrześcijaństwa, które należały do rzymskiej prowincji Azji, o których wspomniano w Nowym Testamencie w Księdze Apokalipsy. Na greckiej wyspie Patmos Jezus Chrystus poucza swojego sługę Jana: „Co widzisz, napisz w księdze i poślij siedmiu Kościołom: do Efezu, Smyrny, Pergamonu, Tiatyry, Sardes, Filadelfii i Laodycei” (Ap 1,11). „Kościoły” w tym kontekście odnoszą się do lokalnych społeczności i zgromadzeń chrześcijan żyjących w każdym mieście, a nie tylko do budynku lub budynków, w których zbierali się wierni.
Siedem kościołów znajduje się w:
- Efez – kościół, który porzucił swoją pierwszą miłość (Ap 2,4)
- Smyrna – kościół, który cierpi prześladowania (Ap 2,10)
- Pergamon – kościół, który potrzebuje nawrócenia (Ap 2,16)
- Tiatyra – kościół, który miał fałszywą prorokinię (Ap 2,20)
- Sardes – kościół, który zasnął i stracił czujność (Ap 3,2-3)
- Filadelfia – kościół, który wytrwał (Ap 3,10)
- Laodycea, w pobliżu Denizli – letni kościół (Ap 3,16)

## Aniołowie Kościołów
Jezus Chrystus w objawieniu przekazał Janowi, że każdy z siedmiu kościołów ma swojego anioła:
„Napisz więc to, co widziałeś, i to, co jest, i to, co potem musi się stać. Co do tajemnicy siedmiu gwiazd, które ujrzałeś w mojej prawej ręce, i co do siedmiu złotych świeczników: siedem gwiazd – to są Aniołowie siedmiu Kościołów, a siedem świeczników – to jest siedem Kościołów.” (Apokalipsa Jana 1,19-20).